# Gran Premio motociclistico di Spagna 2009
Il Gran Premio motociclistico di Spagna 2009 corso il 3 maggio, è stato il terzo Gran Premio della stagione 2009. Nelle tre gare disputate si è registrata la vittoria di Valentino Rossi nella MotoGP, di Hiroshi Aoyama nella classe 250 e di Bradley Smith nella classe 125.

## MotoGP

### Arrivati al traguardo
| Pos | Nº | Pilota           | Squadra                  | Motocicletta | Giri | Tempo     | Griglia | Punti |
| --- | -- | ---------------- | ------------------------ | ------------ | ---- | --------- | ------- | ----- |
| 1   | 46 | Valentino Rossi  | Fiat Yamaha              | Yamaha       | 27   | 45:18.557 | 4       | 25    |
| 2   | 3  | Dani Pedrosa     | Repsol Honda             | Honda        | 27   | +2.700    | 2       | 20    |
| 3   | 27 | Casey Stoner     | Ducati Marlboro          | Ducati       | 27   | +10.507   | 3       | 16    |
| 4   | 14 | Randy de Puniet  | LCR Honda                | Honda        | 27   | +31.893   | 5       | 13    |
| 5   | 33 | Marco Melandri   | Hayate Racing            | Kawasaki     | 27   | +33.128   | 11      | 11    |
| 6   | 65 | Loris Capirossi  | Rizla Suzuki             | Suzuki       | 27   | +34.128   | 6       | 10    |
| 7   | 5  | Colin Edwards    | Monster Yamaha Tech 3    | Yamaha       | 27   | +34.421   | 7       | 9     |
| 8   | 4  | Andrea Dovizioso | Repsol Honda             | Honda        | 27   | +34.625   | 8       | 8     |
| 9   | 24 | Toni Elías       | San Carlo Honda Gresini  | Honda        | 27   | +42.689   | 9       | 7     |
| 10  | 7  | Chris Vermeulen  | Rizla Suzuki             | Suzuki       | 27   | +45.183   | 10      | 6     |
| 11  | 59 | Sete Gibernau    | Grupo Francisco Hernando | Ducati       | 27   | +48.192   | 12      | 5     |
| 12  | 72 | Yūki Takahashi   | Scot Racing              | Honda        | 27   | +51.875   | 13      | 4     |
| 13  | 52 | James Toseland   | Monster Yamaha Tech 3    | Yamaha       | 27   | +53.683   | 14      | 3     |
| 14  | 15 | Alex De Angelis  | San Carlo Honda Gresini  | Honda        | 27   | +53.941   | 15      | 2     |
| 15  | 69 | Nicky Hayden     | Ducati Marlboro          | Ducati       | 27   | +1:01.237 | 16      | 1     |
| 16  | 88 | Niccolò Canepa   | Pramac Racing            | Ducati       | 27   | +1:10.896 | 18      |       |

### Ritirati
| Nº | Pilota        | Squadra       | Motocicletta | Giri | Griglia |
| -- | ------------- | ------------- | ------------ | ---- | ------- |
| 99 | Jorge Lorenzo | Fiat Yamaha   | Yamaha       | 23   | 1       |
| 36 | Mika Kallio   | Pramac Racing | Ducati       | 12   | 17      |

## Classe 250

### Arrivati al traguardo
| Pos | Nº | Pilota              | Squadra                 | Motocicletta | Giri | Tempo     | Griglia | Punti |
| --- | -- | ------------------- | ----------------------- | ------------ | ---- | --------- | ------- | ----- |
| 1   | 4  | Hiroshi Aoyama      | Scot Racing             | Honda        | 26   | 45:08.805 | 6       | 25    |
| 2   | 19 | Álvaro Bautista     | Mapfre Aspar            | Aprilia      | 26   | +0.132    | 4       | 20    |
| 3   | 58 | Marco Simoncelli    | Metis Gilera            | Gilera       | 26   | +2.706    | 3       | 16    |
| 4   | 40 | Héctor Barberá      | Pepe World Team         | Aprilia      | 26   | +2.769    | 2       | 13    |
| 5   | 12 | Thomas Lüthi        | Emmi - Caffe Latte      | Aprilia      | 26   | +17.946   | 8       | 11    |
| 6   | 75 | Mattia Pasini       | Toth Aprilia            | Aprilia      | 26   | +17.950   | 15      | 10    |
| 7   | 28 | Gábor Talmácsi      | Balatonring Team        | Aprilia      | 26   | +26.288   | 10      | 9     |
| 8   | 16 | Jules Cluzel        | Matteoni Racing         | Aprilia      | 26   | +26.472   | 5       | 8     |
| 9   | 15 | Roberto Locatelli   | Metis Gilera            | Gilera       | 26   | +27.646   | 16      | 7     |
| 10  | 35 | Raffaele De Rosa    | Scot Racing             | Honda        | 26   | +32.369   | 12      | 6     |
| 11  | 63 | Mike Di Meglio      | Mapfre Aspar            | Aprilia      | 26   | +32.617   | 7       | 5     |
| 12  | 48 | Shōya Tomizawa      | CIP Moto - GP250        | Honda        | 26   | +34.241   | 17      | 4     |
| 13  | 52 | Lukáš Pešek         | Auto Kelly - CP         | Aprilia      | 26   | +36.889   | 11      | 3     |
| 14  | 55 | Héctor Faubel       | Valencia CF - Honda SAG | Honda        | 26   | +37.237   | 9       | 2     |
| 15  | 14 | Ratthapark Wilairot | Thai Honda PTT SAG      | Honda        | 26   | +1:16.786 | 13      | 1     |
| 16  | 10 | Imre Tóth           | Toth Aprilia            | Aprilia      | 26   | +1:25.509 | 19      |       |
| 17  | 8  | Bastien Chesaux     | Racing Team Germany     | Honda        | 25   | +1 giro   | 22      |       |
| 18  | 77 | Aitor Rodríguez     | Milar - Juegos Lucky    | Aprilia      | 25   | +1 giro   | 20      |       |
| 19  | 56 | Vladimir Leonov     | Viessmann Kiefer Racing | Aprilia      | 25   | +1 giro   | 23      |       |
| 20  | 53 | Valentin Debise     | CIP Moto - GP250        | Honda        | 25   | +1 giro   | 24      |       |

### Ritirati
| Nº | Pilota         | Squadra                     | Motocicletta | Giri | Griglia |
| -- | -------------- | --------------------------- | ------------ | ---- | ------- |
| 7  | Axel Pons      | Pepe World Team             | Aprilia      | 22   | 21      |
| 76 | Iván Maestro   | Milar - Juegos Lucky        | Aprilia      | 18   | 25      |
| 25 | Alex Baldolini | WTR San Marino              | Aprilia      | 10   | 18      |
| 6  | Alex Debón     | Aeropuerto-Castello-Blusens | Aprilia      | 9    | 1       |
| 17 | Karel Abraham  | Cardion AB Motoracing       | Aprilia      | 3    | 14      |

### Non qualificato
| Nº | Pilota       | Squadra    | Motocicletta |
| -- | ------------ | ---------- | ------------ |
| 54 | Toby Markham | C&L Racing | Honda        |

## Classe 125

### Arrivati al traguardo
| Pos | Nº | Pilota             | Squadra                | Motocicletta | Giri | Tempo     | Griglia | Punti |
| --- | -- | ------------------ | ---------------------- | ------------ | ---- | --------- | ------- | ----- |
| 1   | 38 | Bradley Smith      | Bancaja Aspar          | Aprilia      | 23   | 41:49.556 | 2       | 25    |
| 2   | 33 | Sergio Gadea       | Bancaja Aspar          | Aprilia      | 23   | +13.524   | 5       | 20    |
| 3   | 93 | Marc Márquez       | Red Bull KTM Motosport | KTM          | 23   | +13.553   | 4       | 16    |
| 4   | 45 | Scott Redding      | Blusens Aprilia        | Aprilia      | 23   | +14.251   | 7       | 13    |
| 5   | 7  | Efrén Vázquez      | Derbi Racing           | Derbi        | 23   | +14.758   | 15      | 11    |
| 6   | 11 | Sandro Cortese     | Ajo Interwetten        | Derbi        | 23   | +15.545   | 9       | 10    |
| 7   | 44 | Pol Espargaró      | Derbi Racing           | Derbi        | 23   | +15.556   | 10      | 9     |
| 8   | 99 | Danny Webb         | Degraaf Grand Prix     | Aprilia      | 23   | +17.772   | 8       | 8     |
| 9   | 77 | Dominique Aegerter | Ajo Interwetten        | Derbi        | 23   | +18.960   | 6       | 7     |
| 10  | 18 | Nicolás Terol      | Jack & Jones Team      | Aprilia      | 23   | +19.053   | 18      | 6     |
| 11  | 6  | Joan Olivé         | Derbi Racing           | Derbi        | 23   | +32.480   | 11      | 5     |
| 12  | 12 | Esteve Rabat       | Blusens Aprilia        | Aprilia      | 23   | +32.554   | 16      | 4     |
| 13  | 14 | Johann Zarco       | WTR San Marino         | Aprilia      | 23   | +33.378   | 19      | 3     |
| 14  | 24 | Simone Corsi       | Jack & Jones Team      | Aprilia      | 23   | +41.533   | 12      | 2     |
| 15  | 16 | Cameron Beaubier   | Red Bull KTM Motosport | KTM          | 23   | +44.443   | 17      | 1     |
| 16  | 73 | Takaaki Nakagami   | Ongetta Team I.S.P.A.  | Aprilia      | 23   | +44.738   | 21      |       |
| 17  | 35 | Randy Krummenacher | Degraaf Grand Prix     | Aprilia      | 23   | +44.934   | 13      |       |
| 18  | 8  | Lorenzo Zanetti    | Ongetta Team I.S.P.A.  | Aprilia      | 23   | +44.977   | 26      |       |
| 19  | 29 | Andrea Iannone     | Ongetta Team I.S.P.A.  | Aprilia      | 23   | +55.464   | 3       |       |
| 20  | 69 | Lukáš Šembera      | Matteoni Racing        | Aprilia      | 23   | +1:05.314 | 23      |       |
| 21  | 32 | Lorenzo Savadori   | Fontana Racing         | Aprilia      | 23   | +1:07.420 | 22      |       |
| 22  | 42 | Alberto Moncayo    | Andalucia Aprilia      | Aprilia      | 23   | +1:16.825 | 25      |       |
| 23  | 39 | Luis Salom         | SAG-Castrol            | Honda        | 23   | +1:25.188 | 29      |       |
| 24  | 53 | Jasper Iwema       | Racing Team Germany    | Honda        | 23   | +1:28.903 | 24      |       |
| 25  | 87 | Luca Marconi       | CBC Corse              | Aprilia      | 23   | +1:29.012 | 28      |       |
| 26  | 41 | Borja Maestro      | Hune Racing Team-TMM   | Aprilia      | 22   | +1 giro   | 30      |       |
| 27  | 31 | Jordi Dalmau       | SAG-Castrol            | Honda        | 22   | +1 giro   | 33      |       |
| 28  | 40 | Eduard Lopez       | TCR Competicion        | Aprilia      | 22   | +1 giro   | 35      |       |

### Ritirati
| Nº | Pilota           | Squadra                 | Motocicletta | Giri | Griglia |
| -- | ---------------- | ----------------------- | ------------ | ---- | ------- |
| 94 | Jonas Folger     | Ongetta Team I.S.P.A.   | Aprilia      | 21   | 34      |
| 71 | Tomoyoshi Koyama | Loncin Racing           | Loncin       | 21   | 20      |
| 5  | Alexis Masbou    | Loncin Racing           | Loncin       | 13   | 27      |
| 17 | Stefan Bradl     | Viessmann Kiefer Racing | Aprilia      | 8    | 14      |
| 60 | Julián Simón     | Bancaja Aspar           | Aprilia      | 5    | 1       |

### Squalificato
| Nº | Pilota      | Squadra   | Motocicletta | Giri | Griglia |
| -- | ----------- | --------- | ------------ | ---- | ------- |
| 10 | Luca Vitali | CBC Corse | Aprilia      | 10   | 31      |

### Non partito
| Nº | Pilota           | Squadra     | Motocicletta | Griglia |
| -- | ---------------- | ----------- | ------------ | ------- |
| 88 | Michael Ranseder | Haojue Team | Haojue       | 32      |

### Non qualificato
| Nº | Pilota        | Squadra     | Motocicletta |
| -- | ------------- | ----------- | ------------ |
| 88 | Matthew Hoyle | Haojue Team | Haojue       |